# KV31
KV31, acrònim de l'anglès King's Valley, és una tomba egípcia de l'anomenada Vall dels Reis, situada a la riba oest del riu Nil, a l'altura de la moderna ciutat de Luxor. No es coneix gairebé res d'aquest tomba, encara que sembla datar de la dinastia XVIII.

## Situació
La KV31 de la Vall dels Reis es troba a la part meridional, a mig camí entre KV30 i KV32. La tomba real més propera al sepulcre del que ens ocupem és KV34, pertanyent a Tuthmosis III, el que fa pensar que tant KV31 com tots els sepulcres de la zona pertanyen a la dinastia XVIII, entre finals del regnat de Tuthmosis III i començaments d'Amenhotep III.
L'única cosa que sabem de KV31 en l'actualitat és que sembla un més de tants enterraments de nobles en la necròpoli real, un privilegi destinat només als personatges més importants de l'època. Com era d'esperar, hi ha un petit pou d'entrada, la profunditat exacta es desconeix.